# ویلم-آلکساندر هلند
ویلم-آلکساندر (به هلندی: Willem-Alexander) Dutch: [ˈʋɪləm a:lɛkˈsɑndər] (متولد ۲۷ آوریل ۱۹۶۷) پادشاه هلند است.
او در شهر اوترخت به دنیا آمده و اولین فرزند بئاتریکس هلند و کلاوس فان آمسبرگ است.
بئاتریکس هلند در تاریخ ۳۰ آوریل ۲۰۱۳ از سلطنت کناره‌گیری کرد و ویلم-آلکساندر به تخت سلطنت نشست. او بعد از ۱۲۳ سال پس از درگذشت ویلیام سوم هلند نخستین پادشاه هلند است. در طول این مدت سلطنت هلند در اختیار سه ملکه پیاپی قرار داشته‌است. دختر ویلم-الکساندر، شاهدخت کاتارینا آمالیا، ولیعهد او است.